# Akalkot
Akalkot est une ville appartenant au district de Solapur dans l'état indien du Maharashtra en Inde. La ville est située à la frontière entre le Maharashtra et le Karnataka.
Elle a donné son nom à la principauté d'Akalkot.
La population d'Akalkot était de 38 218 habitants en 2001.